# 田畑ヨシ
田畑 ヨシ（たばた ヨシ、1925年〈大正14年〉1月6日 - 2018年〈平成30年〉2月28日）は、日本の岩手県宮古市田老地区出身の津波防災教育活動家。
昭和三陸津波体験をもとに紙芝居『つなみ』を自作し、地区内外の児童に講演で津波の恐怖を語り続け、地域の防災教育に貢献してきた。東日本大震災を機に、30年以上にわたる彼女の地道な啓発活動が脚光を浴び、「津波の語り部」として全国的に知られることになった。社団法人・全国海岸協会による「海岸功労者」の2006年度表彰者の1人。

## 来歴
岩手県下閉伊郡田老村（現・宮古市田老地区）に生まれる。幼少時からかつて明治三陸地震の大津波を体験した祖父より、津波の恐ろしさを毎晩のように言い聞かされながら育った。身をもって津波の恐ろしさを知っていたヨシの祖父は、家族以外、特に他の土地からの転居者にも津波のことを語り続けてきた。
1933年、ヨシが8歳のときに昭和三陸地震が発生、大津波が押し寄せる中、祖父の教え「命てんでんこ」が功を奏し、山の上に避難して生き延びた。周囲には同様に、ヨシの祖父の教えにより生き延びたと語る人々が大勢いたことから、言い伝えによる教訓の重要さを認識する。ただしこの時の地震で母親を失っている。
祖父の教えと自身の体験をもとに紙芝居『つなみ』を制作。以来30年以上にもわたり地域の園児、児童、修学旅行生、観光客たちに紙芝居を聞かせるボランティア活動を通し、後世に津波の恐怖と対処方法を訴え続けてきた。その活動の模様はテレビ朝日の『テレメンタリー』などでも取り上げられた。2006年にはその功績を称えられ、社団法人・全国海岸協会により海岸事業の推進・海岸愛護・調査・研究などの功労者へ贈られる「海岸功労者」として表彰された。
2011年には、東日本大震災により人生で2度目の津波を体験した。同震災後は岩手の自宅が津波で流されたため、青森県青森市の息子夫婦のもとに身を寄せ、避難生活の中にもかかわらず同年5月より紙芝居の読み聞かせを再開していた。
2018年2月28日午後1時27分、出血性胃潰瘍のため青森市民病院で死去した。93歳没。

## 紙芝居『つなみ』
田畑ヨシが1979年に制作した手製の紙芝居。本来は県外へ転居していた長女一家が県内へ転居してきた際、孫たちに津波の体験を聞かせるために作ったものだが後に周囲の評判を呼び、県内の小中学校や消防団から紙芝居講演の依頼が舞い込みむようになると、紙芝居の読み聞かせを開始した。内容は、幼いヨシが祖父から津波の教訓を聞かされながら育ち、やがて実際に昭和三陸地震の津波に遭うといった実体験の物語で構成されている。
2011年の東日本大震災では、学校への配布物として印刷するために高台の役所に預けられていたため、紙芝居は津波の被害を免れる。同年、岩手大学教授・山崎友子の監修により、英訳と解説文を加えて絵本化され、産経新聞出版より市販された。防災教育に役立てたいとの依頼により、各地の小中学校や自治体にもこの絵本が置かれるようになった。また山崎友子のウェブサイトでもPDFファイルにより全ページを閲覧できる。
東日本大震災後の講演においては、現代にも通じる内容と素朴な絵と優しい語り口が同震災の被災者の間で脚光を浴びている。同震災の被災者の中には、この紙芝居を聞いていたおかげで助かったと語る者もいる。山崎は本作について昭和初期の津波を綴った作品にもかかわらず、その教訓が現代にも通じること、防災、自然との共生、愛情がテーマに込められており、かつ作者が東日本大震災後に講演を再開したことで「生きる」という新たなテーマが加えられていると評価している。

## 作詞活動
東日本大震災の1か月後、震災の悲しみだけではなく、希望に繋げるかたちで震災の悲劇を伝えようとかつて昭和三陸地震の犠牲者を弔うために2003年に自作した詩をもとに作詞を開始。震災から約2か月後、「海嘯鎮魂の詩（つなみちんこんのうた）」の題で詩が完成した。東京都の3人組バンドのサスライメイカーが作曲と歌を担当。以来、各地でサスライメイカーによるチャリティーライブが続けられている。

## 著作
- 『つなみ おばあちゃんの紙しばい』山崎友子監修、産経新聞出版、2011年7月14日。ISBN 978-4-8191-1136-2。